# Bukpyeong-myeon, Jeongseon-gun
Bukpyeong-myeon (koreanska: 북평면) är en socken i Sydkorea. Den ligger i kommunen Jeongseon-gun i provinsen Gangwon, i den nordöstra delen av landet, 150 km öster om huvudstaden Seoul.
Skidanläggningen Jeongseon Alpin Center, som användes under olympiska vinterspelen 2018, ligger i Bukpyeong-myeon.